# Station Podklanc
Station Podklanc (Duits: Unterklanz) is een spoorwegstation aan de Drautalspoorlijn bij het dorp Podklanc in de gemeente Dravograd (Slovenië-Koroška).
Omdat het gebied overwegend Sloveenstalig was (een slavische taal) werd het na 1918 bij het nieuwe Koninkrijk Joegoslavië (Zuid-Slavië) als Staat van Slovenen, Kroaten en Serven gevoegd.